# Aleksander Jurewicz (pisarz)
Aleksander Jurewicz (ur. 18 listopada 1952 w Lidzie) − polski poeta, prozaik i eseista.

## Życiorys
Urodził się w Lidzie, obecnie na Białorusi, w rodzinie Michała, krawca, i Janiny z domu Łapian. Z rodzinnych stron przymusowo wywieziony wraz z innymi Polakami w 1957, mieszkał kolejno we wsi Redło k. Połczyna-Zdroju i w Gdańsku. W 1971 ukończył liceum w Połczynie-Zdroju, w latach 1971–1976 studiował filologię polską na Uniwersytecie Gdańskim. Współtworzył w Gdańsku (m.in. z  Markiem Bieńkowskim, Stanisławem Esdenem-Tempskim i Antonim Pawlakiem) środowisko młodych poetów i pisarzy. Pierwsze utwory poetyckie zamieścił w latach 70. XX wieku na łamach miesięcznika „Nowy Wyraz”. Później swoje utwory licznie publikował w czasopismach studenckich i wybrzeżowych, w latach 80. w prasie podziemnej, regionalnej i katolickiej. Od 1992 ma stałe cykle felietonów w czasopismach.
Reprezentant współczesnej literatury kresowej w kraju. Członek Gdańskiego Oddziału Stowarzyszenia Pisarzy Polskich, ZAiKS-u i PEN Club-u.
Pracownik Wojewódzkiej i Miejskiej Biblioteki Publicznej im. Josepha Conrada-Korzeniowskiego w Gdańsku.
Od 1980 mąż Aleksandry z domu Bujak, ojciec Justyny po mężu Bieńkowskiej (ur. 1981).

## Utwory prozą[1]
- „W środku nocy”, 1980[4]
- „Lida”, 1990[5] (1994[6], 2004[7], 2015[8])
- „Pan Bóg nie słyszy głuchych”, 1995[9]
- „Życie i liryka”, 1998[10]
- „Prawdziwa ballada o miłości”, 2002[11]
- „Popiół i wiatr”, 2005[12]
- „Dzień przed końcem świata”, 2008[13]
- „Samotnia”, 2019[14]

## Utwory poetyckie[1]
- „Sen, który na pewno nie był miłością”, 1974 (arkusz poetycki)
- „Po drugiej stronie”, 1977
- „Nie strzelajcie do Beatlesów”, 1983[15]
- „Jak gołębie gnane burzą”, 1990[16]
- „Dopóki jeszcze... i inne wiersze”, 1991[17]

## Nagrody i odznaczenia
- 1990 – Nagroda Czesława Miłosza (za „Lidę”)
- 1990 – Honorowa Nagroda Gdańskiego Towarzystwa Przyjaciół Sztuki
- 1991 – Nagroda Fundacji Marii i Jerzego Kuncewiczów
- 1996 – Nagroda Miasta Gdańska w Dziedzinie Kultury „Splendor Gedanensis”[18]
- 1996 – Nagroda Wojewódzkiej Biblioteki Publicznej w Gdańsku „Pro libro legendo”
- 2001 – Odznaka „Zasłużony Działacz Kultury”[1]
- 2002 – „Radiowa Osobowość Roku” Radia Gdańsk
- 2002 – Nagroda Prezydenta Miasta Gdańska w Dziedzinie Kultury za całokształt pracy twórczej oraz z okazji jubileuszu 50. urodzin[19]
- 2003 – Nagroda Wojewódzkiej Biblioteki Publicznej w Gdańsku „Pro libro legendo”
- 2006 – Nominacja do Nagrody Literackiej Nike (za „Popiół i wiatr”)[20]
- 2012 – Nagroda Prezydenta Miasta Gdańska w Dziedzinie Kultury za całokształt pracy twórczej oraz z okazji 60. urodzin[19]
- 2019 – Pomorska Nagroda Literacka „Wiatr od Morza” za całokształt pracy literackiej
- 2022 – Nagroda Prezydenta Miasta Gdańska w Dziedzinie Kultury z okazji działalności twórczej[19]
- 2022 – Srebrny Medal „Zasłużony Kulturze Gloria Artis”[21]